# Psychotria obliquinervia
Psychotria obliquinervia là một loài thực vật có hoa trong họ Thiến thảo. Loài này được Müll.Arg. miêu tả khoa học đầu tiên năm 1876.